# Тамура, Митио
Митио Тамура (яп. 田村 道夫, 1927—2007) — японский ботаник, специалист по лютиковым.

## Биография
Митио Тамура родился 17 декабря 1927 года в Киото. Учился в Киотском университете, который окончил в 1950 году. Сразу после окончания Киотского университета перешёл в Осакский университет. Тамура занимался изучением растений семейства Лютиковые. Специально для чтения раздела, посвящённого этому семейству, книги А. Энглера и К. Прантля Die natürlichen Pflanzenfamilien Тамура учил немецкий язык.
К 1974 году Митио Тамура написал один из томов книги «Эволюционная биология растений», посвящённой филогении покрытосеменных. Также он принимал участие в написании пятитомной иллюстрированной монографии «Диких цветов Японии» (1981—1989). В 1975 году на XII Международном ботаническом конгрессе в Ленинграде Тео Эккардт пригласил его для написания раздела по лютиковым второго издания книги Энглера и Прантля.
С 1983 года Тамура был профессором Университета Кобе. В 1991 году он ушёл на пенсию.
В 1993 и 2007 были изданы тома книги Клауса Кубицкого The Families and Genera of Vascular Plants с описаниями семейств Лютиковые и Пионовые, подготовленными Тамурой.
Митио Тамура скончался 22 июня 2007 года.

## Род и некоторые виды растений, названные в честь М. Тамуры
- Tamuria Starod., 1991 [= Anemone L., 1753]
- Clematis tamurae T.Y.A.Yang & T.C.Huang, 1995
- Thalictrum tamurae Kadota & Nob.Tanaka, 2010